# Micronova

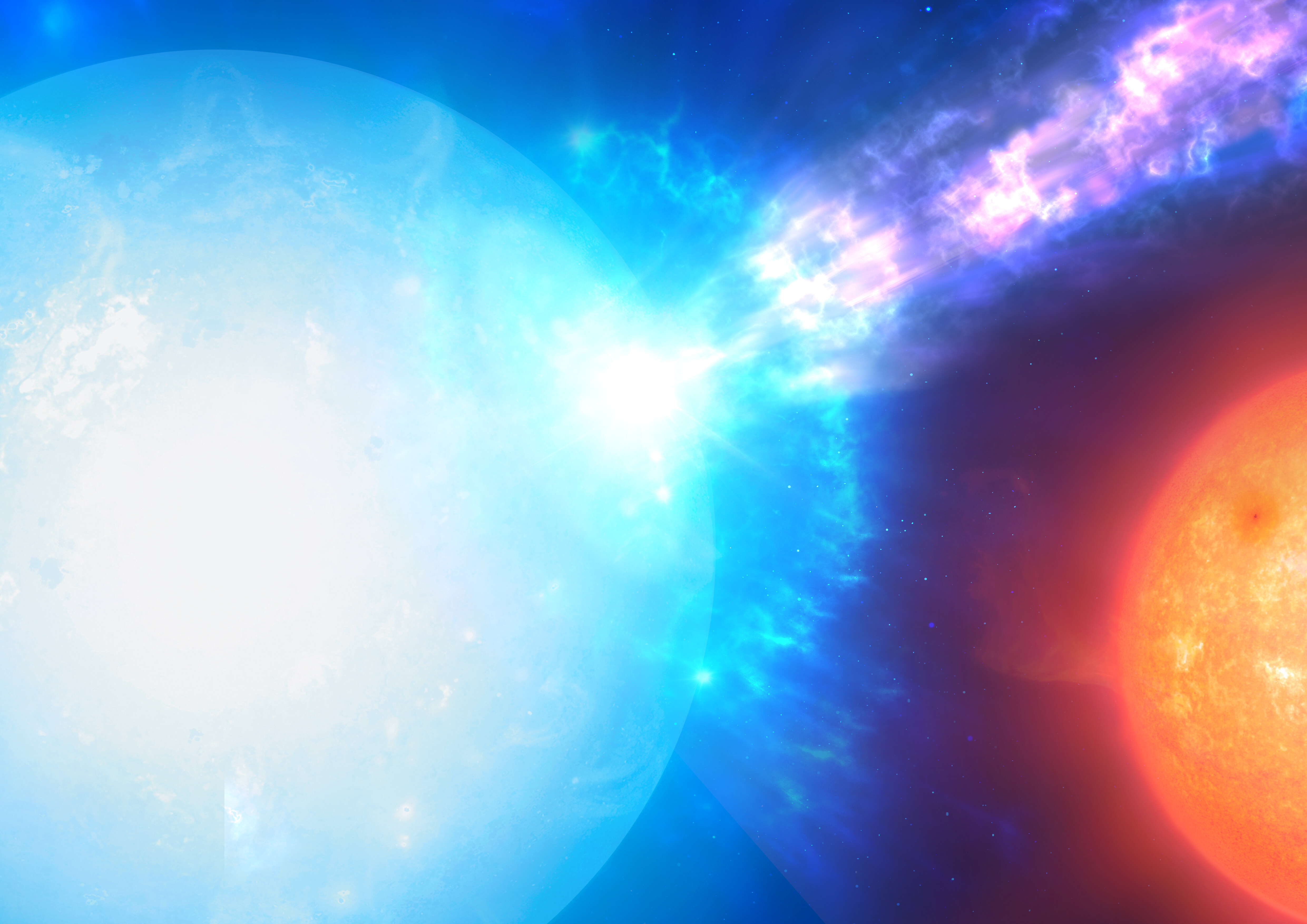
Impressão artística de micronova.

Uma micronova é um explosão estelar com uma força de cerca de um milionésimo da de uma nova clássica. O fenómeno deve-se a uma acumulação de matéria proveniente do ambiente da estrela, por exemplo, de uma estrela associada.
Uma equipa do Observatório Europeu do Sul anunciou a 20 de abril de 2022 que tinha identificado três micronovae anãs brancas utilizando dados do telescópio espacial TESS e o Very Large Telescope.

## O Sol
Quando Neil Armstrong tirou fotografias estereoscópicas da superfície lunar durante a missão Apollo 11, ele viu manchas brilhantes que pareciam vidro. O astrofísico Thomas Gold analisou as fotografias e sugeriu que a vitrificação poderia ser o resultado de uma "pequena erupção em forma de nova" do Sol. Bradley Schaefer, professor de astronomia e astrofísica, concordou que era um argumento convincente para aquilo a que agora chamaríamos uma micronova solar, que poderia ter ocorrido há menos de 30.000 anos. Estas manchas também foram detectadas durante a missão Chang'e 4 da Administração Espacial Nacional da China de 2019 para o outro lado da Lua e inicialmente pensou-se que fossem gel. A equipa de investigação acredita que o vidro não poderia ter sido criado durante o impacto que criou a cratera em que foi encontrado. O objecto teria sido demasiado pequeno para produzir a temperatura necessária.